# Чулпаныш
Чулпаныш — река в России, протекает в Еловском районе Пермского края. Устье реки находится в 54 км по левому берегу реки Барда. Длина реки составляет 10 км.
Исток находится в урочище Гашина Гора на Верхнекамской возвышенности в 10 км к северо-западу от села Суганка. Река течёт на юг, населённых пунктов, за исключением устья, на реке нет. Впадает в Барду в деревне Чулпанышка.

## Данные водного реестра
По данным государственного водного реестра России относится к Камскому бассейновому округу, водохозяйственный участок реки — Кама от Камского гидроузла до Воткинского гидроузла, речной подбассейн реки — бассейны притоков Камы до впадения Белой. Речной бассейн реки — Кама.
По данным геоинформационной системы водохозяйственного районирования территории РФ, подготовленной Федеральным агентством водных ресурсов:
- Код водного объекта в государственном водном реестре — 10010101012111100014820
- Код по гидрологической изученности (ГИ) — 111101482
- Код бассейна — 10.01.01.010
- Номер тома по ГИ — 11
- Выпуск по ГИ — 1